# Veelcellige alpenroosroest
Veelcellige alpenroosroest (Phragmidium fusiforme) is een schimmelsoort, die behoort tot de roesten. Het is een autoecische biotrofe parasiet, die voorkomt op Rosa pendulina en mogelijk ook op R. gallica, R. glauca, R. majalis, R. mollis, R. villosa. Veelcellige alpenroosroest onderscheidt zich op roos van grofwrattige papilroosroest en fijnwrattige papilroosroest door de 10-12-cellige teliosporen.

## Kenmerken
Spermogonia
De spermogonia zitten meestal op de voorkant van het blad tussen de epidermis en cuticula.
Aecia
De oranje, kussenvormige aecia zitten op de achterkant van het blad. Ze hebben geen peridium, maar om het aecium zit een krans van kleurloze, worstvormige gebogen parafysen. De 22-27 × 16-20 µm grote aeciosporen zitten in ketens met opvallende tussencellen. Op de wand zitten dunne stekels.
Uredinia
De gele uredinia zijn zeer klein en al vroeg stuivend. De urediniospore is gesteeld.
Telia
De donkerbruine telia ontstaan in dezelfde puistjs als de uredinia. De donkerbruine, elliptische teliosporen 67-75 × 21-24 µm groot. Ze worden naar de top toe smaller met op de top een 10 µm grote spits. Ze bestaan uit 10 (12) cellen. De wand is bezet met grote wratten. Ze hebben een 119-150 µm lange en kleurloze steel, die in de onderste helft tot 20 µm breed is en bovenaan 6-7 µm.

## Verspreiding
Veelcellige alpenroosroest komt voor in Noord-Amerika en Europa.

## Foto's

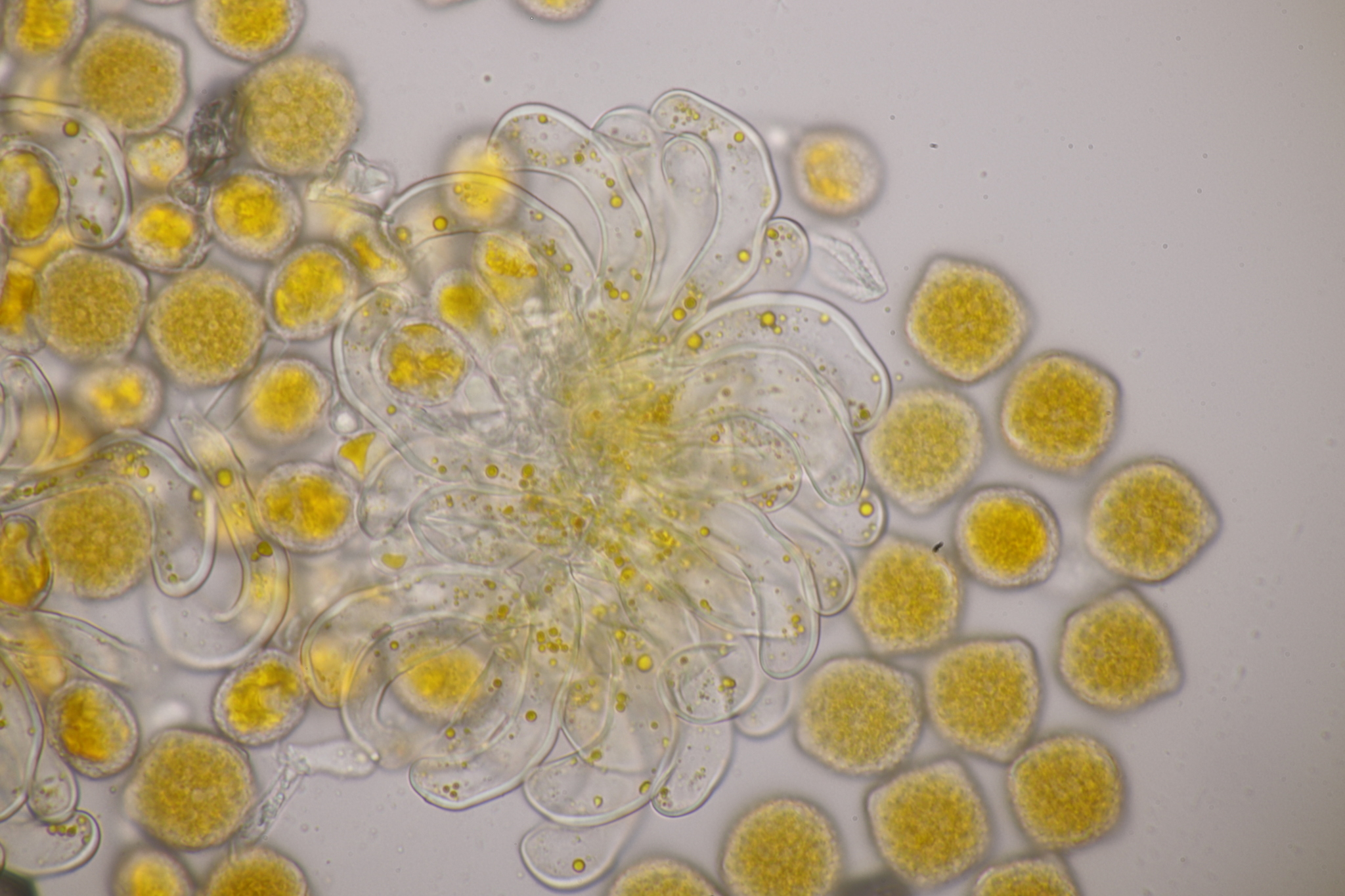
Aecia met aeciosporen en parafysen
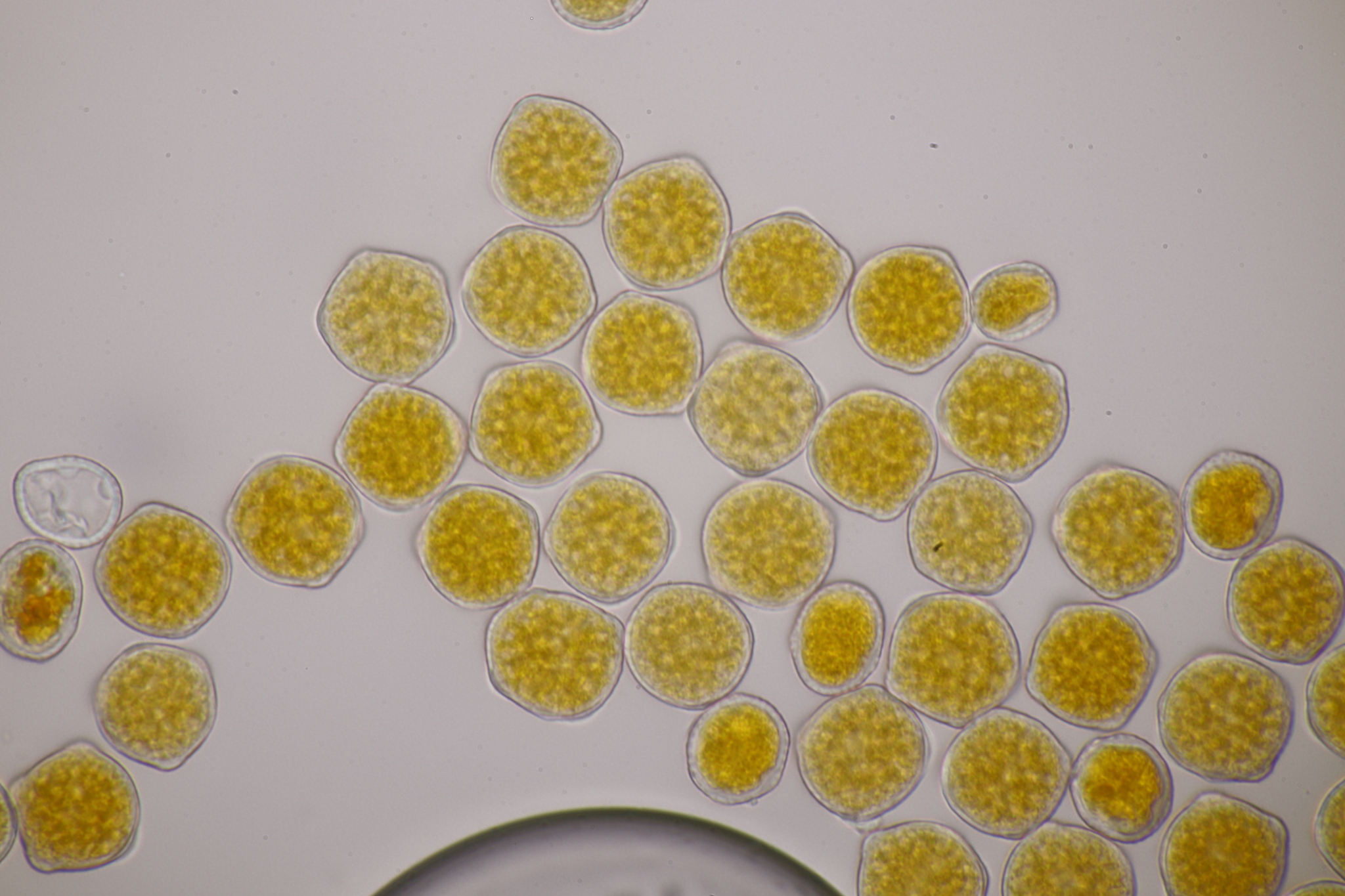
Aeciosporen
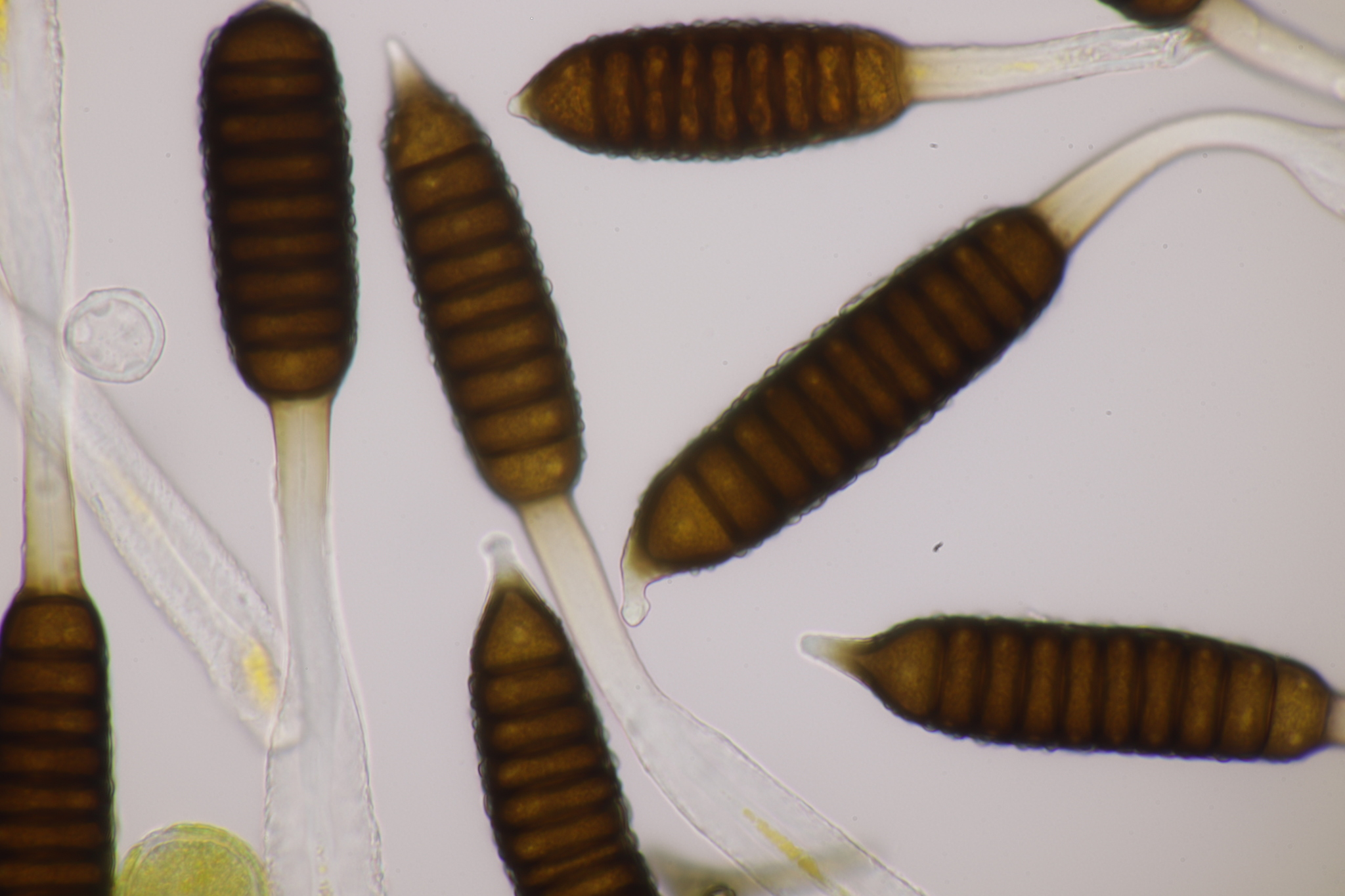
Teliosporen
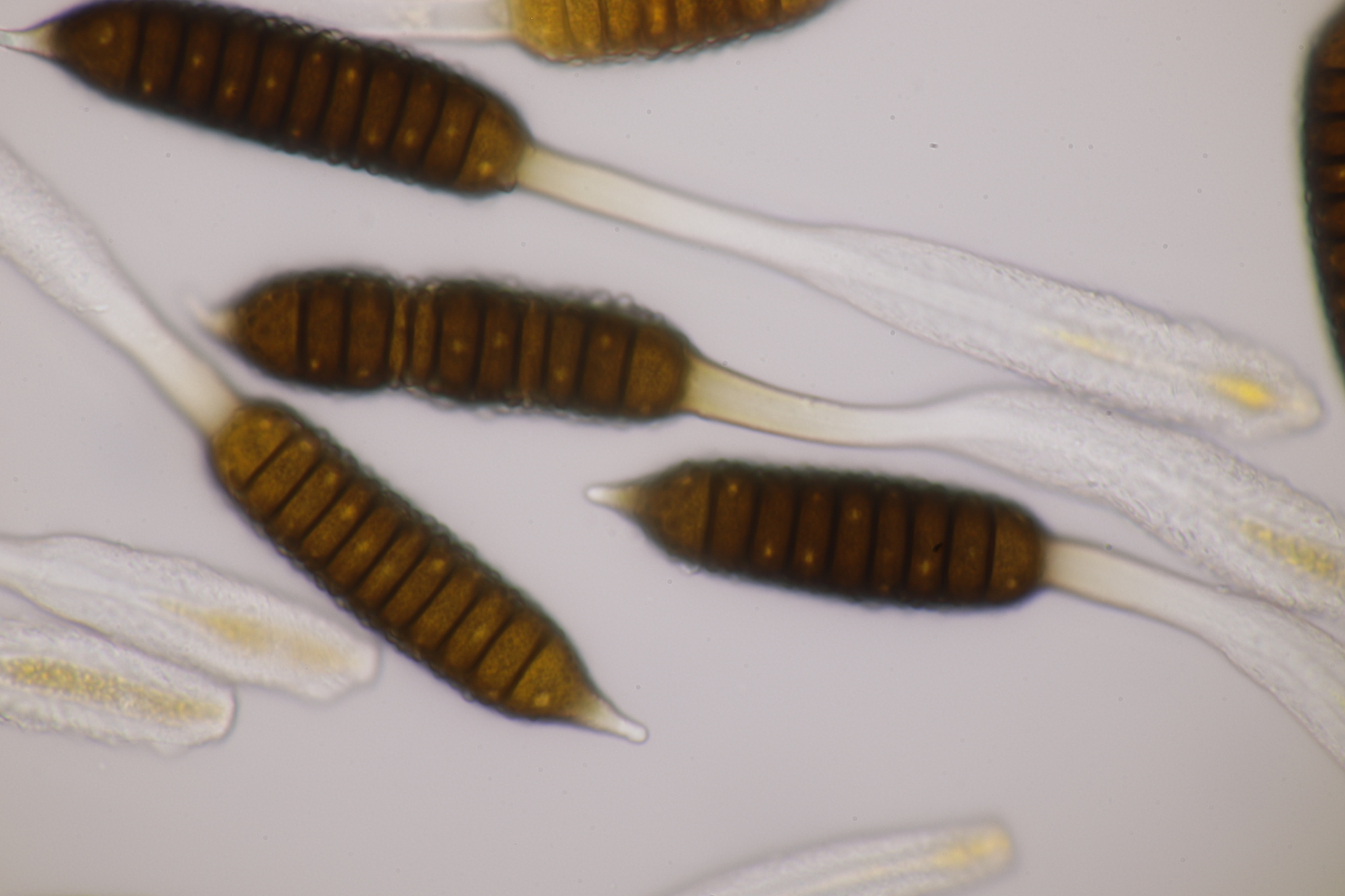
Teliosporen met kiemporen